# Pręgomysz smugowa
Pręgomysz smugowa (Lemniscomys striatus) – gatunek gryzonia z rodziny myszowatych. Występuje w wielu krajach w zachodniej i równikowej Afryce. Zamieszkuje obszary trawiaste, sawannę oraz obszary uprawne. Spotyka się go od terenów nizinnych do około 1700 m n.p.m. Z powodu intensywnego wylesiania obszar jego występowania powiększa się. 
Osiąga średnią wagę do 42,3 g. Dojrzałość płciową średnio osiągają w wieku 168 dni, ciąża trwa około 25 dni i średnia wielkość miotu to ponad 4 młode.